# Cryptocephalus merus
Cryptocephalus merus är en skalbaggsart som beskrevs av Henry Clinton Fall 1932. Cryptocephalus merus ingår i släktet Cryptocephalus och familjen bladbaggar. Inga underarter finns listade i Catalogue of Life.